# Bezirk Bregenz
Bezirk Bregenz er et distrikt (bezirk) i den østrigske delstat Vorarlberg. Distriktets areal er på 863,33 km², og indbyggertallet er på 125.539 (pr. 2007). 
Distriktet har 40 kommuner, hvoraf en udgøres af den største by, Bregenz, mens fire er købstæder: Bezau, Hard, Lauterach og Wolfurt.